# ميتشيل بيرس
ميتشيل بيرس (بالإنجليزية: Mitchell Pearce)‏ هو لاعب دوري الرغبي أسترالي، ولد في 7 أبريل 1989 في سيدني في أستراليا.